# Aichi AB-6
Айчі AB-6 (англ. Aichi AB-6, від Aichi Biplane) — проєкт розвідувального поплавковий гідролітак великої дальності створений компанією Aichi для Імперського флоту Японії. Створювався на основі німецького дизайну Heinkel He 62 для заміни Yokosuka E1Y, але програв в конкурсі конкуренту Kawanishi E7K.

## Історія
В 1932 році Імперський флот Японії все ще шукав достойну заміну для розвідувальних гідропланів Yokosuka E1Y, перший політ якого відбувся 1923 році, всі японські проєкти все ще не задовільняли флот. Проте прийнятий в той час на озброєння новий авіаційний двигун Hiro Type 91 потужністю 500 к.с. міг змінити цю ситуацію. Тому флот звернувся до японських виробників гідропланів — Aichi, Kawanishi і Nakajima з пропозицією створити новий гідроплан з цим двигуном. Проєкт Nakajima E7N скасували на стадії креслення, а два інші — Aichi AB-6 і E7K були втілені в прототипах.
В компанії Aichi розробкою нового літака зайнявся Тецуо Мікі, використавши за основу дизайн Heinkel He 62. Креслення були готові в травні 1932 року, а будівництво першого прототипу завершили в лютому 1933. Це був металевий біплан аеродинамічним фюзеляжем, тканинним покриттям і згладженим кріпленням крил. Незвичними для попередніх розвідувальних гідропланів стали закрита кабіна екіпажу, а також передбачений отвір внизу фюзеляжу для кулемету.
Проте на випробуваннях AB-6 не досяг необхідних характеристик, стало зрозуміло, що дизайн потребує серйозної переробки крил. AB-6 мав багато хороших характеристик, зокрема стабільність і швидкопідйомність, але мав малу максимальну швидкість і, що найважливіше для запуску з борту корабля, високу швидкість зльоту. Тому на озброєння прийняли проєкт Kawanishi, який продовжував використовуватись аж до кінця Другої світової війни. Aichi намагались врятувати дизайн, змінивши аеродинамічний профіль крила, а також додані закрилки на передньому краю крила для полегшення зльоту, але навіть з цими змінами AB-6 програвав E7K.

## Характеристики
Дані з Japanese Aircraft 1910—1941
|                               |                               | AB-6                                     | AB-6 (модифікований)                     |
| ----------------------------- | ----------------------------- | ---------------------------------------- | ---------------------------------------- |
| Екіпаж                        | Екіпаж                        | 3 особи                                  | 3 особи                                  |
| Довжина                       | Довжина                       | 10,39 м                                  | 10,44 м                                  |
| Висота                        | Висота                        | 4,8 м                                    | 4,8 м                                    |
| Розмах крил                   | Розмах крил                   | 13,6 м                                   | 12,98 м                                  |
| Площа крил                    | Площа крил                    | 40,61 м²                                 |                                          |
| Маса                          | пустого                       | 2080 кг                                  | 1920 кг                                  |
| Маса                          | спорядженого                  | 3061 кг                                  | 3020 кг                                  |
| Маса                          | максимальна                   | 3300 кг                                  | 3300 кг                                  |
| Навантаження на крило         | Навантаження на крило         | 70,9 кг/м²                               | 74,4 кг/м²                               |
| Двигун                        | Двигун                        | 12-и циліндровий W-подібний Hiro Type 91 | 12-и циліндровий W-подібний Hiro Type 91 |
| Потужність                    | номінальна                    | 500-630 к. с.                            | 500-630 к. с.                            |
| Потужність                    | питома                        | 6,12 кг/к. с.                            | 6,04 кг/к. с.                            |
| Швидкість                     | максимальна                   | 221 км/год (на рівні моря)               | 225 км/год (на рівні моря)               |
| Швидкість                     | крейсерська                   | 150 км/год (на висоті 1000 м.)           | 150 км/год (на висоті 1000 м.)           |
| Швидкість                     | мінімальна                    | 70 км/год (на висоті 1000 м.)            | 82 км/год (на висоті 1000 м.)            |
| Швидкість                     | зльоту                        | 106 км/год                               | 107 км/год                               |
| Час підйому на висоту 3000 м. | Час підйому на висоту 3000 м. | 13 хв. 5 с.                              | 14 хв. 54c.                              |
| Практична стеля               | Практична стеля               | -                                        | 4850 м                                   |
| Максимальний час польоту      | Максимальний час польоту      | -                                        | 11,9 год.                                |

### Озброєння
- Стрілецьке:
  - 1 × 7,7-мм курсовий кулемет в носі літака
  - 1 × 7,7-мм кулемет в верхній позиції
  - 1 × 7,7-мм кулемет в низу фюзеляжу